# Abe Masakatsu
Abe Masakatsu (阿部 正勝?; 4 luglio 1541 – 19 maggio 1600) fu un samurai giapponese del periodo Sengoku del clan Abe.

## Biografia
Figlio di Abe Masanobu, Masakatsu prestò servizio con Tokugawa Ieyasu fin dalla giovane età, inizialmente accompagnandolo a Sunpu quando quest'ultimo fu dato in ostaggio al clan Imagawa. Nel 1590 Ieyasu gli assegnò Ichihara nella provincia di Izu e Hatogaya, nella provincia di Musashi per un totale di 5.000 koku di rendita. Ricevette il cognome onorario da Toyotomi da Hideyoshi nel 1594. Il suo successore, Abe Masatsugu, ricevette un aumento delle entrate, rendendo la sua proprietà terriera ereditaria presso Hatogaya a Han.